# 羅切斯體育俱樂部
羅切斯體育俱樂部(Club Deportivo Roces)是一支位於西班牙阿斯圖里亞斯自治區希杭的職業足球會，目前於西班牙足球地區聯賽角逐。

## 外部連結
- Official website （页面存档备份，存于） （西班牙文）